# 貝桑杜古
貝桑杜古（英語：Besang Dugu）是甘比亞的城鎮，位於上河區的富拉杜東。根據2009年所做的人口調查數據顯示，居住於貝桑杜古的總人口數量為559人。